# Amicus
Amicus is een geslacht van uitgestorven kreeftachtigen uit de klasse van de Ostracoda (mosselkreeftjes).

## Soorten
- Amicus complanatus (Kummerow, 1939) Tschigova, 1977 †
- Amicus primaris Tschigova, 1977 †
- Amicus redkinensis (Tschigova, 1960) Tschigova, 1977 †